# بيير سيليس
بيير سيليس هو جعتي ‏ بلجيكي، ولد في 21 مارس 1925 في Hoegaarden ‏ في بلجيكا، وتوفي في 9 أبريل 2011 في تينين في بلجيكا.